# Saint-Sauveur (Hautes-Alpes)
Pour les articles homonymes, voir Saint-Sauveur.
Saint-Sauveur est une commune française située dans le département des Hautes-Alpes en région Provence-Alpes-Côte d'Azur.

## Géographie

### Structure de l'habitat
La commune de Saint-Sauveur n'a jamais comporté de véritable village à son chef-lieu : la mairie et l'ancienne école sont venues s'agglomérer à l'église et au presbytère, isolés dans un lieu relativement central entre les principaux hameaux. Parmi ces derniers, on peut citer les Salettes, les Gaillards, les Manins, le Coin, le Serre.
L'urbanisation s'effectue de nos jours principalement dans la partie basse de la commune (Pied de Chanchorre, Beauvoir), limitrophe du village de Baratier, avec la construction de lotissements et d'immeubles.

### Communes limitrophes
Ses communes limitrophes sont :
| Embrun   |               | Saint-André-d'Embrun |
|          | Saint-Sauveur | Crévoux              |
| Baratier |               | Les Orres            |

### Transports
La commune est traversée par les routes départementales 39a (liaison de la D 39 Embrun - Crévoux-aux-Sallettes) et 40 (liaison d'Embrun-aux-Orres).

### Climat
Pour des articles plus généraux, voir Climat de Provence-Alpes-Côte d'Azur et Climat des Hautes-Alpes.
En 2010, le climat de la commune est de type climat des marges montargnardes, selon une étude du Centre national de la recherche scientifique s'appuyant sur une série de données couvrant la période 1971-2000. En 2020, Météo-France publie une typologie des climats de la France métropolitaine dans laquelle la commune est exposée à un climat de montagne ou de marges de montagne et est dans la région climatique Alpes du sud, caractérisée par une pluviométrie annuelle de 850 à 1 000 mm, minimale en été.
Pour la période 1971-2000, la température annuelle moyenne est de 8,1 °C, avec une amplitude thermique annuelle de 17,4 °C. Le cumul annuel moyen de précipitations est de 753 mm, avec 7,1 jours de précipitations en janvier et 6,1 jours en juillet. Pour la période 1991-2020, la température moyenne annuelle observée sur la station météorologique de Météo-France la plus proche, « Embrun », sur la commune d'Embrun à 3 km à vol d'oiseau, est de 11,1 °C et le cumul annuel moyen de précipitations est de 732,6 mm. 
La température maximale relevée sur cette station est de 38,4 °C, atteinte le 28 juin 2019 ; la température minimale est de −19,1 °C, atteinte le 9 janvier 1985,,.
Les paramètres climatiques de la commune ont été estimés pour le milieu du siècle (2041-2070) selon différents scénarios d'émission de gaz à effet de serre à partir des nouvelles projections climatiques de référence DRIAS-2020. Ils sont consultables sur un site dédié publié par Météo-France en novembre 2022.

## Urbanisme

### Typologie
Au 1er janvier 2024, Saint-Sauveur est catégorisée commune rurale à habitat dispersé, selon la nouvelle grille communale de densité à 7 niveaux définie par l'Insee en 2022.
Elle est située hors unité urbaine. Par ailleurs la commune fait partie de l'aire d'attraction d'Embrun, dont elle est une commune de la couronne,. Cette aire, qui regroupe 12 communes, est catégorisée dans les aires de moins de 50 000 habitants,.

### Occupation des sols
L'occupation des sols de la commune, telle qu'elle ressort de la base de données européenne d’occupation biophysique des sols Corine Land Cover (CLC), est marquée par l'importance des forêts et milieux semi-naturels (59,9 % en 2018), en diminution par rapport à 1990 (65,6 %). La répartition détaillée en 2018 est la suivante : 
forêts (53 %), prairies (20,1 %), zones agricoles hétérogènes (19,6 %), milieux à végétation arbustive et/ou herbacée (6,1 %), espaces ouverts, sans ou avec peu de végétation (0,8 %), zones urbanisées (0,4 %).
L'évolution de l’occupation des sols de la commune et de ses infrastructures peut être observée sur les différentes représentations cartographiques du territoire : la carte de Cassini (XVIIIe siècle), la carte d'état-major (1820-1866) et les cartes ou photos aériennes de l'IGN pour la période actuelle (1950 à aujourd'hui).

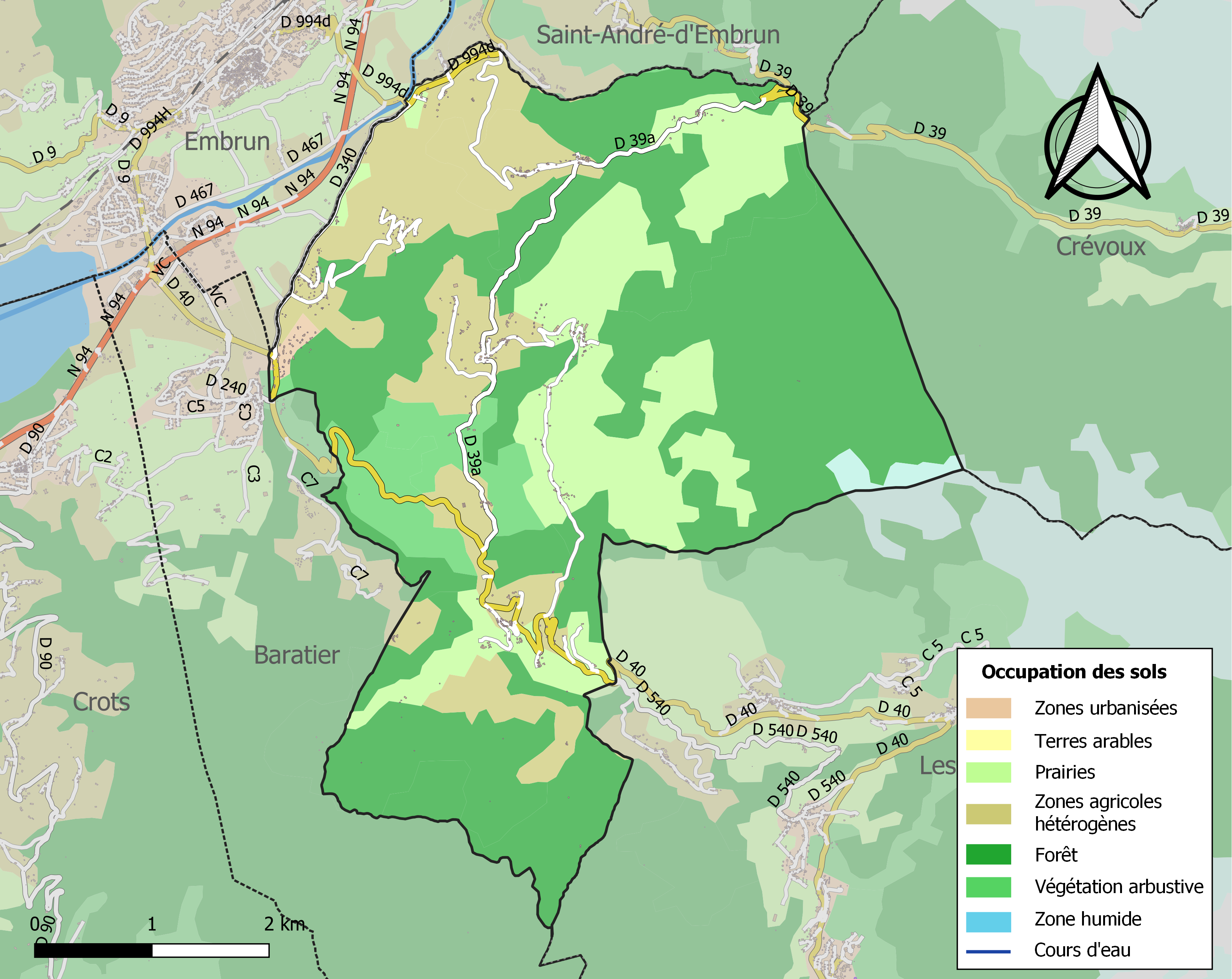
Carte de l'occupation des sols de la commune en 2018 (CLC).

## Toponymie
Le nom de la localité est attesté sous la forme latine Santus Salvator au XVIe siècle, en 1321, qui est une des locutions qui désigne Jésus-Christ.
Des moines et autres copistes spécifient bien sa localisation dans la forêt d'Embrun. Le village doit donc son nom à un sanctuaire présent dans ce qui était alors la forêt d'Embrun.
Le Sant-Sauvaire, en occitan, est devenu un Saint-Sauveur en français.

## Politique et administration

### Liste des maires
| Période                                  | Période   | Identité            | Étiquette | Qualité           |
| ---------------------------------------- | --------- | ------------------- | --------- | ----------------- |
| Les données manquantes sont à compléter. |           |                     |           |                   |
|                                          |           | Gaspard Cézanne     |           | Notaire           |
| mars 2001                                | mars 2008 | Catherine Mac Veigh | DVD       |                   |
| mars 2008                                | mars 2014 | Gérard Monod        |           |                   |
| mars 2014                                | En cours  | Chantal Roux,       |           | Ancienne employée |

### Intercommunalité
Saint-Sauveur fait partie: 
- Jusqu'en 2016 de la communauté de communes de l'Embrunais ;
- À partir du 1er janvier 2017, de la communauté de communes de Serre-Ponçon[16].

## Démographie
L'évolution du nombre d'habitants est connue à travers les recensements de la population effectués dans la commune depuis 1793. Pour les communes de moins de 10 000 habitants, une enquête de recensement portant sur toute la population est réalisée tous les cinq ans, les populations de référence des années intermédiaires étant quant à elles estimées par interpolation ou extrapolation. Pour la commune, le premier recensement exhaustif entrant dans le cadre du nouveau dispositif a été réalisé en 2007.

En 2022, la commune comptait 493 habitants, en évolution de +3,35 % par rapport à 2016 (Hautes-Alpes : +0,4 %, France hors Mayotte : +2,11 %).
| 1793 | 1800 | 1806 | 1821 | 1831 | 1836 | 1841 | 1846 | 1851 |
| ---- | ---- | ---- | ---- | ---- | ---- | ---- | ---- | ---- |
| 808  | 870  | 899  | 832  | 878  | 900  | 933  | 893  | 817  |

| 1856 | 1861 | 1866 | 1872 | 1876 | 1881 | 1886 | 1891 | 1896 |
| ---- | ---- | ---- | ---- | ---- | ---- | ---- | ---- | ---- |
| 817  | 792  | 747  | 760  | 672  | 732  | 747  | 690  | 635  |

| 1901 | 1906 | 1911 | 1921 | 1926 | 1931 | 1936 | 1946 | 1954 |
| ---- | ---- | ---- | ---- | ---- | ---- | ---- | ---- | ---- |
| 562  | 546  | 561  | 453  | 428  | 415  | 382  | 311  | 262  |

| 1962 | 1968 | 1975 | 1982 | 1990 | 1999 | 2006 | 2007 | 2012 |
| ---- | ---- | ---- | ---- | ---- | ---- | ---- | ---- | ---- |
| 223  | 202  | 202  | 270  | 298  | 392  | 431  | 436  | 430  |

| 2017 | 2022 | - | - | - | - | - | - | - |
| ---- | ---- | - | - | - | - | - | - | - |
| 499  | 493  | - | - | - | - | - | - | - |

## Lieux et monuments
- Église de la Transfiguration située au chef-lieu, créée au XVe siècle. Le clocher fut classé aux monuments historiques en 1949 puis totalement en 1984[21].. De nombreuses peintures murales ont été rénovées récemment.
- Chapelle Saint-Claude située aux Salettes.
- Chapelle des Vabres.
- Chapelle Saint-Roch de Saint-Sauveur.
- Table d'orientation des Manins, créée en 2010. De ce lieu, il est possible d'admirer tous les sommets alentour du Pouzenc aux aiguilles de Chabrières ainsi que la vallée près d'Embrun, le lac de Serre-Ponçon et la Durance.

## Personnalités liées à la commune
Paul Cézanne (19 janvier 1839 à Aix-en-Provence, France – 22 octobre 1906 à Aix-en-Provence) est un peintre français. Membre du mouvement impressionniste, il est l'auteur de nombreux paysages de Provence, et particulièrement de la campagne d'Aix-en-Provence. Il a notamment réalisé plusieurs toiles ayant pour sujet la montagne Sainte-Victoire. Ami d'enfance de l'écrivain Émile Zola qu'il rencontra à Aix-en-Provence, il se brouillera avec lui dans ses dernières années.
Les ancêtres du peintre Paul Cézanne sont originaires de la commune de Saint-Sauveur à côté d'Embrun dans les Hautes-Alpes (acte d'état civil de la ville d'Aix-en-Provence précisant le mariage de Honnoré Cézanne avec Madeleine Boyer le 22/11/1654. Cet acte précise que le père de Honnoré Cézanne est Claude Cézanne marié à Antoinette Blain, originaire de Saint-Sauveur, diocèse d'Embrun). Un des enfants de cette famille est venu s'installer à Aix en provence bien avant 1644.
*Au sujet des ancêtres de Paul Cezanne , mes recherches dans les archives départementales 13 m'emmène au village de Saint Sauveur , découvreuse du lieu des origines , mes recherches des origines apparaissent dans le livre sorti en  2006 par les archives départementales 13. Monsieur Paul Cézanne, rentier artiste peintre, ....( L. Willems )*

## Héraldique
| Blason de Saint-Sauveur | Blason  | D'azur à l'église du lieu d'argent accompagnée en chef de deux étoiles d'or. |
| Blason de Saint-Sauveur | Détails | Le statut officiel du blason reste à déterminer.                             |